# Костобобр
Костобо́бр — пасажирський зупинний пункт Конотопської дирекції Південно-Західної залізниці на лінії Терещенська — Семенівка між станцією Угли-Завод та зупинним пунктом 96 км. Розташований біля селища Зелена Роща Новгород-Сіверського району Чернігівської області.

## Пасажирське сполучення
На платформі Костобобр зупинялися дизель-поїзди сполученням Семенівка — Терещенська. Наразі, з початку російського вторгнення в Україну, пасажирське сполучення тимчасово припинено.